# Vintilă C. A. Rosetti
Vintilă C. A. Rosetti (1853-1916) fue un escritor y político rumano.

## Biografía
Segundo hijo de C. A. Rosetti, nació en Francia en 1853. Estudió arquitectura en París, luego marchó a Rumanía y participó como soldado voluntario en el batallón de cazadores en la guerra contra los turcos de 1877, cuando fue condecorado con virtud militar en el ataque a Grivitsa, medalla que habría rechazado por considerarla incompatible con sus principios democráticos. En 1885 asumió la dirección política y financiera del periódico Românul. Concejal de la capital en 1888, luego fue asistente del alcalde, miembro de la Cámara de Comercio y del Comité de Teatro. Fue reelegido concejal municipal en 1895 y diputado por Bucarest en 1896. Miembro de la Liga Cultural, fue presidente de la sección de Bucarest. Falleció en 1916.
Publicó tres volúmenes de los escritos de C. A. Rosetti (1885, 1886, 1887), un folleto sobre la muerte y los funerales del anterior (1885), dos volúmenes de los escritos de Mircea Rosetti (1882), un volumen de la escritos de Mariei Rosetti (1893), unas Amintiri istorice (1888) y varias crónicas y cuentos. En Românul usó los seudónimos de «Rovin» y «Stan». En 1881 fue uno de los fundadores de la revista socialista Dacia viitoare, que apareció en París.